# ンガリンジェリ族

ンガリンジェリ族の旗

ンガリンジェリ族（英語: Ngarrindjeri）は、アデレード南部の、フルリオ半島からクーロン国立公園までを領有していた、アボリジニーの部族の1つである。ンガリンジェリ とは、ンガリンジェリ語で、"この地に住む者ら"を意味する。

## 歴史

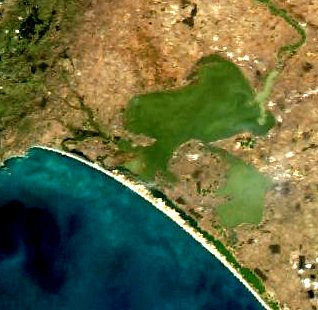
ンガリンジェリ族のおおよその領域

ンガリンジェリ族は、紀元前8000年以前から1840年頃まで彼らの土地に居住していたとされる。1802年には西洋からの捕鯨者がオーストラリア南海岸に出現するようになり、1819年にはカルタ(カンガルー島)に西洋人の居住地ができた。これらの居住者の多くは、タスマニアのアボリジニーの女性を連れてきた脱獄した囚人、アザラシ猟師、捕鯨者であり、また女性を求める為に、オーストラリア本土、特にラミンジェリ人を襲った。当時、沢山の住民がいたオーストラリアの地域では、天然痘が流行していた。天然痘の流行はマレー川を下っていき、ンガリンジェリ族の大多数を殺した。1830年に西洋の遠征隊がンガリンジェリ族を初めて発見した。この時チャールズ・ネイピア・スタートは、ンガリンジェリ族が既にピストル等の小型銃を熟知していることに気付いた。
ンガリンジェリ族は、南オーストラリアのアボリジニーの中で初めて西洋人と一緒に大規模経済活動を行った部族である。彼らの多くは農業や捕鯨、肉体労働などをしており、早くも1832年には、エンカウンター湾でアボリジニーの一団が捕鯨基地で働いていた事が確認されている。ンガリンジェリ族の人々は肉と引き換えに鯨油や杜松、タバコを加工処理し、伝えられるところに因れば、西洋人と公平に取引をしていたという。
南オーストラリアの西洋人入植地建設や、西洋人によるンガリンジェリ族に対する領土(ポンベルク【英語: Pomberuk】)侵犯により、彼らの本来の土地は1940年代までしか残らなかった。最後のンガリンジェリ族の伝統的領土は1943年に新しい所有者のヒューム パイプ カンパニーによって手放され、その後その土地は各地の市議会やサウスオーストラリア州の物になった。
先住民との和解がはっきりとしたと聞いたヴィクターハーバー付近のアボリジニーの文化を調査していたロナルドとキャサリン・バーントキャサリン・バーントは、アボリジニーの最後の保護者であるウィリアム・ペンホールに接近し、78歳のンガリンジェリ族の高齢者、アルバート・カーロン(カーロン・ポンジー)が生きている限り
ンガリンジェリ族の排除を
行わない、と口約束をした。
やがて、バーントがシドニーに戻った後、直ちにカーロンには効力のある立ち退き命令が科された。
死だけが彼を土地から引き離すこととなった。
カーロンは助けを求める為にアデレードに渡ったが結局1943年2月2日にポンベルクにある家に戻り、その翌朝亡くなった。
現在マレーブリッジ鉄道沿線とヒュームリザーヴとして知られている所をンガリンジェリ当局は先人に敬意を表して、ヒュームリザーヴからカーロン・ポンジーリザーヴに改称する様求めた。またンガリンジェリ当局はかつて彼らが所有していた土地に記念館を建てるという形で保存する為に開発計画と運営計画を提出した。

## ハインドマーシュ論争
ンガリンジェリ人は1990年代にオーストラリアで大いに知れ渡る事となった。彼らはグールワとハインドマーシュ島(アボリジニー語:
Kumerangk)を結ぶ橋の建設に反対したのである。
1996年、彼らによる反対は王立委員会やオーストラリア高等裁判所まで持ち込まれる結果となった。
王立委員会は"隠れ婦人の義務(Secret women's business)"というンガリンジェリ人女性のグループの主張が捏造されたものである事を発見した。その後
連邦立法院は議案(Hindmarsh Island Bridge Act (1997))を通過させ、橋は2001年3月に完成した。
ミレミアム干魃の結果、アルバート湖とアレクサンドリーヤ湖の水位は水面下にあるンガリンジェリ人の伝統的な墓所が今日露になる程下がってしまった。

## 文化
ンガリンジェリ族は独自の言語グループがあり、マレー川沿いに居住する民族以外とは共通の単語を共有していない。
彼らの文化や儀式の慣習は周りの民族とは区別されたものである。

## 食物
ンガリンジェリ族は彼らの料理技術の高い事で西洋人に知られていた。彼らの使ったキャンプオーヴンは効率が良い物で、その残骸は今もマレー川地域に残っている。容易に捕獲できる魚や鳥、他の動物の幾らかは、年寄りや身体の弱い者の為に備蓄されていた。当初ンガリンジェリ族は好意で白人の為に魚を捕まえてきてくれた。

## 有名なンガリンジェリ族の人

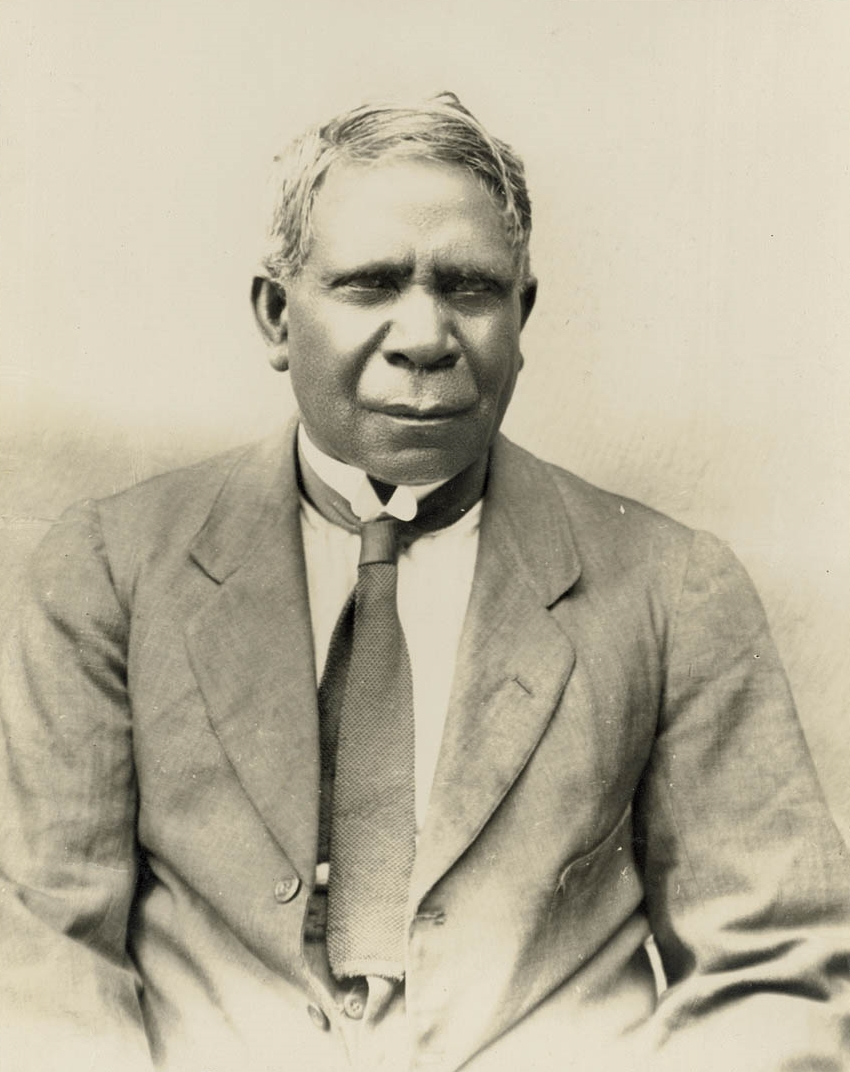
発明家・作家のデイヴィッド・ウナイポンはンガリンジェリ族だった

- ポルトパーリンガダ・ブーブワーリー (トミー・ウォーカー)（英語版）
- ハリー・ヘウィット（英語版）
- ルビー・ハンター（英語版）
- ナターシャ・マクナマラ（英語版）
- デイヴィッド・ウナイポン（英語版）
- ジェームズ・ウナイポン（英語版）

## ンガリンジェリ語の単語
- korni/korne ...男[10]
- kringkari, gringari ...白人[10]
- yanun ...話す[11]
- muldarpi/mularpi ...魔法使いと見知らぬ人の魂が旅する事[10]
- kondoli ...鯨[10]

### 西洋人がやって来た所為で絶滅した動物
- maikari ...ウサギワラビー属
- rtulatji ...シマワラビー
- wi:kwai ...豚足バンディクート[12]

## 言語
ルター派の宣教師、H.A.Eマイアーはンガリンジェリ語を最初に研究し、エンカウンター湾で話されていた方言、1750語を発見した。